# Palpada mexicana
Palpada mexicana är en tvåvingeart som först beskrevs av Pierre Justin Marie Macquart 1847.
Palpada mexicana ingår i släktet Palpada och familjen blomflugor. Inga underarter finns listade i Catalogue of Life.